# Suhîi Iar, Stavîșce
Suhîi Iar (în ucraineană Сухий Яр) este un sat în comuna Hrîhorivska Sloboda din raionul Stavîșce, regiunea Kiev, Ucraina.

## Demografie
Componența lingvistică a localității Suhîi Iar
     Ucraineană (96%)
     Rusă (3,62%)
     Alte limbi (0,38%)
Conform recensământului din 2001, majoritatea populației localității Suhîi Iar era vorbitoare de ucraineană (96%), existând în minoritate și vorbitori de rusă (3,62%).